# رکن‌الدین خورشاه
رکن‌الدین حسن بن محمد خورشاه واپسین فرمانروای اسماعیلی در ایران است. رکن‌الدین خورشاه در سال ۶۵۳ (قمری) 
بعد از به قتل رسیدن پدرش علاءالدین محمد به فرمانروایی در الموت رسید.
با مرگ جلال‌الدین منکبرنی آخرین فرمانروای خوارزمشاهیان که خود با الموت وارد جنگ و منازعات سیاسی نیز شده بود، نزاریان ایران به‌طور مستقیم با مغولان مواجه شدند. تلاش‌های امام علاءالدین محمد به همراه خلیفهٔ عباسی برای ایجاد یک اتحاد با پادشاهان فرانسه و انگلیس در مقابل مغولان بی‌اثر ماند؛ تمام کوشش نزاریان برای برقراری یک پیمان مسالمت‌آمیز با مغولان نیز نتیجه‌ای در برنداشت.
در هر صورت وقتی که خان بزرگ منگوقاآن، تصمیم گرفت که استیلای مغولان بر غرب آسیا را تکمیل کند اولویت را به ویرانی حکومت نزاری در ایران داد و این مأموریت رابه برادرش هلاکو خان واگذار نمود.
یک سال بعد از فرمانروایی خورشاه، در پی یورش مغولان در سلخ شوال یا اول ذیقعدهٔ ۶۵۴ قمری (آذر ۶۳۵ خورشیدی) به توصیهٔ خواجه نصیر طوسی تسلیم هلاکو خان مغول شد و از میمون‌دژ پایین آمد. او سپس عاشق یکی از دختران مغول شد و با اجازهٔ هلاکو با او ازدواج کرد؛ و سپس از هلاکو خواست تا به او اجازه دهد به قراقروم و نزد منکوقاآن مغول برود؛ و با عده‌ای همراه به سوی مغولستان رهسپار شد اما چون منکوقاآن علاقه‌ای به دیدار او نداشت، دستور داد او و همراهانش را در نزدیکی جیحون بکشند و چنین نیز شد (در سال ۶۵۵ (قمری)).

## سقوط الموت
در حالی که رکن‌الدین خورشاه عنوان آخرین فرمانروای الموت جانشینی پدرش را در دست گرفت اقوام مغول فشارهای بی‌پایان خود را بر نزاریان قهستان و قومس آغاز نمودند. چند ماه بعد در بهار سال ۶۵۴ق سپاه اصلی مغول با فرماندهی هولاکو از طریق خراسان وارد ایران شد. در آخرین سال حکومت نزاری، خورشاه و هولاکو سفرای بی‌شماری را ردوبدل نموده و مذاکرات بی‌نتیجهٔ بسیاری انجام دادند. به نظر می‌رسد که خورشاه در تردید میان مقاومت و تسلیم، امیدوار بود که حداقل دژهای اصلی نزاریان در ایران را از ویرانی توسط مغولان حفظ کند درحالی‌که هولاکو به چیزی کمتر از تسلیم کامل نزاریان رضایت نمی‌داد.

سرانجام در پس از آنکه سپاه اصلی مغول در میمون‌دژ گرد آمده و نزاریان را به یک درگیری شدید کشاند، خورشاه تسلیم شد. این شکست پایان دوران الموت در تاریخ اسماعیلی سرزمین‌های ایران را رقم زد.
الموت نیز یک ماه بعد به مغولان تسلیم شد، درحالی‌که لمسر تا یک سال بعد مقاومت نمود و گرد کوه به‌عنوان آخرین پایگاه نزاری در ایران تا سال(۶۶۹ قمری  - ۱۲۷۰ میلادی) در برابر محاصرهٔ مغولان پایداری نمود.

یک سال پس از آن واقعه یعنی سال ۶۵۵ق، منگوقاآن فرمان قتل‌عام سراسری نزاریان در ایران را صادر نمود.

عاقبت نیز همان گونه که گفته شد در بهار سال (۶۵۵ قمری  - ۱۲۵۷ میلادی) در حالی که رکن‌الدین خورشاه به عبث برای ملاقات با خان بزرگ به مغولستان رفته بود به پایان غم‌انگیز خویش رسید و در مغولستان مرکزی توسط محافظان مغول خود به قتل رسید.